# Antenne Bad Kreuznach
Antenne Bad Kreuznach ist ein privater Radiosender, der am 6. Juni 2008 startete und aus dem rheinland-pfälzischen Bad Kreuznach sendet. Alleinige Geschäftsführerin und Gesellschafterin der Antenne Bad Kreuznach GmbH ist Doreen Gesierich.
Antenne Bad Kreuznach ist ein eigenständiges Lizenzunternehmen der lokalen Hörfunkkette The Radio Group, die 2008 durch eine Neuausschreibung von Radiofrequenzen der Landeszentrale für Medien und Kommunikation entstanden ist.
Das Hörfunkprogramm mit regionalem und lokalem Bezug wird auf der UKW-Frequenz Bad Kreuznach 88,3 MHz vom Fernmeldeturm Bad Kreuznach ausgestrahlt. Im Kabelnetz ist der Sender auf der Frequenz 89,45 MHz zu hören sowie über DAB+ im Kanal 12a und via Livestream im Internet.
Antenne Bad Kreuznach ist über UKW von Ingelheim über Bad Sobernheim, Rockenhausen, Alzey, Stromberg bis nach Kirn erreichbar und hat allein über diese UKW Verbreitung eine technische Reichweite von 280.000 Hörern.
Seit März 2025 betreibt die Antenne Bad Kreuznach GmbH zusätzlich ein kostenloses regionales Online-Nachrichtenportal.
Bei der ausgelobten Radiolottery durch Robbie Williams beim Deutschen Radiopreis 2012 gewann der Sender einen exklusiven Senderbesuch des britischen Weltstars. Williams gab am 30. November 2012 im Funkhaus von Antenne Bad Kreuznach einstündiges Interview und spielte zwei Musiktitel mit seiner Band.
Das wöchentliche Radioprogramm von Antenne Bad Kreuznach:
| Zeitraum                                                | Sendung                    | Moderation                                                                  |
| ------------------------------------------------------- | -------------------------- | --------------------------------------------------------------------------- |
| Montag bis Freitag                                      |                            |                                                                             |
| 06:00–10:00 Uhr                                         | Radiowecker                | Patrick Berger, Clara Schulz, Geraldine Werner, Thorsten Subat (im Wechsel) |
| 10:00–14:00 Uhr                                         | Bei der Arbeit             | Patrick Berger, Clara Schulz, Geraldine Werner (im Wechsel)                 |
| 14:00–19:00 Uhr                                         | Von ZWEI bis FREI          | Patrick Berger, Clara Schulz, Geraldine Werner (im Wechsel)                 |
| 18:00–20:00 Uhr (Samstag) 20:00–22:00 Uhr (Montag)      | TOP 20 Radioshow           | Enrico Ostendorf                                                            |
| 20:00–04:00 Uhr (Fr auf Sa) 20:00–04:00 Uhr (Sa auf So) | PartyBash – Nonstopgemixt! | Enrico Ostendorf                                                            |